# Konstante von Glaisher-Kinkelin
Die Konstante von Glaisher-Kinkelin, oft auch nur glaishersche Konstante, ist eine mathematische Konstante, die in einigen Summen und Integralen auftritt, vor allem im Zusammenhang mit der Gammafunktion und der riemannschen Zetafunktion. Sie ist nach J. W. L. Glaisher und Hermann Kinkelin benannt.

## Näherungswert
Die Konstante von Glaisher-Kinkelin wird üblicherweise mit {\displaystyle A} bezeichnet. Ein Näherungswert ist
{\displaystyle A=1,28242{\text{ }}71291{\text{ }}00622{\text{ }}63687{\text{ }}53425{\text{ }}68869{\text{ }}79172{\text{ }}77676{\text{ }}88927{\text{ }}32500{\text{ }}11920{\text{ }}63740{\text{ }}02174{\text{ }}04063{\text{ }}08858{\text{ }}82646{\text{ }}11297{\text{ }}36491{\text{ }}95820{\text{ }}23743{\text{ }}...}
Die einzelnen Nachkommastellen bilden die Folge A074962 in OEIS.

## Definitionen der Glaisher-Kinkelin-Konstante

### Definition über die Hyperfakultät
Eine mögliche Definition von {\displaystyle A} lautet wie folgt:
{\displaystyle A=\lim _{n\to \infty }{\frac {K(n+1)}{n^{{\frac {1}{2}}n^{2}+{\frac {1}{2}}n+{\frac {1}{12}}}\,e^{-{\frac {1}{4}}n^{2}}}}=\lim _{n\to \infty }{\frac {\operatorname {hf} (n)}{\exp {\bigl [}{\bigl (}{\tfrac {1}{2}}n^{2}+{\tfrac {1}{2}}n+{\tfrac {1}{12}}{\bigr )}\ln(n)-{\tfrac {1}{4}}n^{2}{\bigr ]}}}}
Dabei ist die Hyperfakultät so definiert:
| {\displaystyle \operatorname {hf} (x)=\exp {\biggl \{}{\frac {x}{2}}{\bigl [}x+1-\ln(2\,\pi )-\gamma \,x{\bigr ]}{\biggr \}}\prod _{n=1}^{\infty }{\biggl [}{\bigl (}1+{\frac {x}{n}}{\bigr )}^{-n-x}\exp {\bigl (}{\frac {x^{2}}{2n}}+x{\bigr )}{\biggr ]}} {\displaystyle \operatorname {hf} (x)=\exp {\biggl \{}{\frac {x}{2}}{\bigl [}x+1-\ln(2\,\pi ){\bigr ]}+\int \limits _{0}^{1}x\ln {\bigl [}\Pi (xy){\bigr ]}\,\mathrm {d} y{\biggr \}}} {\displaystyle \operatorname {hf} (x)=\exp {\biggl \{}{\frac {x}{2}}{\bigl [}x+1-\ln(2\,\pi ){\bigr ]}+\int \limits _{0}^{1}x\ln {\bigl [}\Gamma (xy+1){\bigr ]}\,\mathrm {d} y{\biggr \}}} {\displaystyle \operatorname {hf} (x)=\exp {\biggl \{}{\frac {x}{2}}{\bigl [}-\gamma \,x+x+1-\ln(2\,\pi ){\bigr ]}+\int _{0}^{\infty }{\frac {x^{2}y^{2}-2\,xy+2-2\exp(-xy)}{2\,y^{2}{\bigl [}\exp(y)-1{\bigr ]}}}\,\mathrm {d} y{\biggr \}}} |
Alle vier soeben gezeigten Definitionsformeln für die Hyperfakultät sind zueinander identisch.
Für die Fakultätsfunktion beziehungsweise die Gaußsche Pifunktion gilt mit dem Weierstraß-Produkt diese Definition:
{\displaystyle x!=\Pi (x)=\Gamma (x+1)=\exp(-\,\gamma \,x)\prod _{n=1}^{\infty }{\bigl [}{\bigl (}1+{\frac {x}{n}}{\bigr )}^{-1}\exp {\bigl (}{\frac {x}{n}}{\bigr )}{\bigr ]}}
Diese Induktionsgleichungen sind für die Hyperfakultät gültig:
{\displaystyle \operatorname {hf} (n)=n\,K(n)=K(n+1)=\prod _{m=1}^{n}m^{m}=1^{1}\cdot 2^{2}\cdot 3^{3}\cdots n^{n}}
{\displaystyle \operatorname {hf} (n)=K(n+1)=1^{1}\cdot 2^{2}\cdot 3^{3}\cdots n^{n}}
Die Hyperfakultät ist mit der K-Funktion des Nachfolgers identisch.
Mit dieser Definition eng verwandt ist diese über die Gammafunktion {\displaystyle \Gamma } erfolgende Definition:
{\displaystyle A={\frac {2^{7/36}}{\pi ^{1/6}}}\exp {\biggl \{}{\frac {1}{3}}+{\frac {2}{3}}\int _{0}^{1/2}\!\ln {\bigl [}\Pi (x){\bigr ]}\,\mathrm {d} x{\biggr \}}={\frac {2^{7/36}}{\pi ^{1/6}}}\exp {\biggl \{}{\frac {1}{3}}+{\frac {2}{3}}\int _{0}^{1/2}\!\ln {\bigl [}\Gamma (x+1){\bigr ]}\,\mathrm {d} x{\biggr \}}}

### Definition über die Superfakultät
Eine weitere Definition unter Verwendung der Kreiszahl {\displaystyle \pi } lautet wie folgt:
{\displaystyle A=\lim _{n\to \infty }{\frac {n^{{\frac {1}{2}}n^{2}-{\frac {1}{12}}}\,(2\pi )^{{\frac {1}{2}}n}\,e^{-{\frac {3}{4}}n^{2}+{\frac {1}{12}}}}{G(n+1)}}}
Dabei steht der Buchstabe G für die Barnessche G-Funktion {\displaystyle G(n+1)=1!\cdot 2!\cdot 3!\cdots (n-1)!}
Deswegen kann alternativ zu diesem Ausdruck auch eine Grenzwertdefinition mit der Superfakultät aufgestellt werden:
{\displaystyle A=\lim _{n\to \infty }{\frac {1}{\operatorname {sf} (n)}}\exp {\bigl [}{\bigl (}{\frac {1}{2}}n^{2}+n+{\frac {5}{12}}{\bigr )}\ln(n+1)+{\frac {1}{2}}(n+1)\ln(2\,\pi )-{\frac {3}{4}}n^{2}-{\frac {3}{2}}n-{\frac {2}{3}}{\bigr ]}}
Dabei ist die Superfakultät mit diesen zueinander identischen Formeln definiert:
| {\displaystyle \operatorname {sf} (x)=\Pi (x)\exp {\biggl \{}{\frac {x}{2}}{\bigl [}\ln(2\,\pi )-\gamma \,x-x-1{\bigr ]}{\biggr \}}\prod _{n=1}^{\infty }{\biggl [}{\bigl (}1+{\frac {x}{n}}{\bigr )}^{n}\exp {\bigl (}{\frac {x^{2}}{2n}}-x{\bigr )}{\biggr ]}} {\displaystyle \operatorname {sf} (x)=\Gamma (x+1)\exp {\biggl \{}{\frac {x}{2}}{\bigl [}\ln(2\,\pi )-\gamma \,x-x-1{\bigr ]}{\biggr \}}\prod _{n=1}^{\infty }{\biggl [}{\bigl (}1+{\frac {x}{n}}{\bigr )}^{n}\exp {\bigl (}{\frac {x^{2}}{2n}}-x{\bigr )}{\biggr ]}} |
{\displaystyle \operatorname {sf} (x)=\operatorname {hf} (x)^{-1}\,\Pi (x)^{x+1}=\operatorname {hf} (x)^{-1}\,\Gamma (x+1)^{x+1}}

### Definition über die Riemannsche Zetafunktion
Eine andere Definition lautet so:
{\displaystyle A=\exp {\bigl [}{\tfrac {1}{12}}-\zeta ^{\prime }(-1){\bigr ]}}
die einen Zusammenhang zur Ableitung der Riemannschen Zetafunktion {\displaystyle \zeta } darstellt.
Hurch Hinzufügung der Abel-Plana-Definition von der Riemannschen Zeta-Ableitung erhält man diese Formel:
{\displaystyle A=\exp {\biggl [}{\frac {1}{3}}-\int _{0}^{\infty }{\frac {2\arctan(x)+x\ln(x^{2}+1)}{2\exp(\pi \,x)\sinh(\pi \,x)}}\,\mathrm {d} x{\biggr ]}}
Durch Einsetzen der Abel-Plana-Definitionen von Dirichletscher Lambdafunktion und Etafunktion können auch diese Definitionen aufgestellt werden:
{\displaystyle A=\exp {\biggl [}-{\frac {1}{24}}+{\frac {1}{6}}\ln(2)+\int _{0}^{\infty }{\frac {2\arctan(x)+x\ln(x^{2}+1)}{4\exp(\pi \,x/2)\sinh(\pi \,x/2)}}\,\mathrm {d} x{\biggr ]}}
{\displaystyle A=\exp {\biggl [}{\frac {1}{12}}+{\frac {1}{9}}\ln(2)+{\frac {1}{3}}\int _{0}^{\infty }{\frac {2\arctan(x)+x\ln(x^{2}+1)}{2\sinh(\pi \,x)}}\,\mathrm {d} x{\biggr ]}}

## Summenreihen und Produktreihen
Eine Reihendarstellung lautet (Guillera, Sondow 2008)
{\displaystyle \ln A={\frac {1}{8}}+{\frac {1}{2}}\sum _{n=0}^{\infty }{\frac {1}{n+1}}\sum _{k=0}^{n}(-1)^{k+1}{\binom {n}{k}}(k+1)^{2}\ln(k+1)}
Sie basiert auf der Riemannschen Zetafunktion.
Der Mathematiker Helmut Hasse hat sie auf Basis des genannten Werkes von Sondow und Guillera weitererforscht.
Folgende Produktreihen ergeben folgenden Wert:
{\displaystyle \prod _{n=1}^{\infty }n^{1/n^{2}}=\exp {\bigl \{}2\,\pi ^{2}\ln(A)-{\frac {\pi ^{2}}{6}}{\bigl [}\ln(2\,\pi )+\gamma {\bigr ]}{\bigr \}}}
{\displaystyle \prod _{p\,\in \,{\text{prim}}}^{\infty }p^{1/(p^{2}-1)}=\exp {\bigl [}12\ln(A)-\ln(2\,\pi )-\gamma {\bigr ]}}
Das obere von diesen beiden Produkten weist eine enge Verwandtschaft zu den Kummerschen Reihen auf.

## Ableitungswerte der Riemannschen und Dirichletschen Funktionen

### Definition der Funktionen und Ableitungen
Im Folgenden werden die Abel-Plana-Definitionen für die Riemannsche Zetafunktion, die Dirichletsche Lambdafunktion und die Dirichletsche Etafunktion aufgestellt:
| Name der Funktion            | Abel-Plana-Integralausdruck |
| ---------------------------- | --- |
| Riemannsche Zetafunktion     | {\displaystyle \zeta (x)={\frac {x+1}{2x-2}}+\int _{0}^{\infty }{\frac {\sin[x\arctan(y)]}{(y^{2}+1)^{x/2}\exp(\pi \,y)\sinh(\pi \,y)}}\,\mathrm {d} y}      |
| Dirichletsche Lambdafunktion | {\displaystyle \lambda (x)={\frac {x}{2x-2}}+\int _{0}^{\infty }{\frac {\sin[x\arctan(y)]}{2(y^{2}+1)^{x/2}\exp(\pi \,y/2)\sinh(\pi \,y/2)}}\,\mathrm {d} y} |
| Dirichletsche Etafunktion    | {\displaystyle \eta (x)={\frac {1}{2}}+\int _{0}^{\infty }{\frac {\sin[x\arctan(y)]}{(y^{2}+1)^{x/2}\sinh(\pi \,y)}}\,\mathrm {d} y}                         |

Durch Bildung des Differentialquotienten bezüglich x entstehen folgende Definitionen für die Ableitungen der Riemannschen und Dirichletschen Funktionen:
| Name der Funktion             | Abel-Plana-Integralausdruck |
| ----------------------------- | --- |
| Riemannsche Zetaableitung     | {\displaystyle \zeta '(x)=-{\frac {1}{(x-1)^{2}}}+\int _{0}^{\infty }{\frac {2\arctan(y)\cos[x\arctan(y)]-\ln(y^{2}+1)\sin[x\arctan(y)]}{2(y^{2}+1)^{x/2}\exp(\pi \,y)\sinh(\pi \,y)}}\,\mathrm {d} y}          |
| Dirichletsche Lambdaableitung | {\displaystyle \lambda '(x)=-\,{\frac {1}{2(x-1)^{2}}}+\int _{0}^{\infty }{\frac {2\arctan(y)\cos[x\arctan(y)]-\ln(y^{2}+1)\sin[x\arctan(y)]}{4(y^{2}+1)^{x/2}\exp(\pi \,y/2)\sinh(\pi \,y/2)}}\,\mathrm {d} y} |
| Dirichletsche Etaableitung    | {\displaystyle \eta '(x)=\int _{0}^{\infty }{\frac {2\arctan(y)\cos[x\arctan(y)]-\ln(y^{2}+1)\sin[x\arctan(y)]}{2(y^{2}+1)^{x/2}\sinh(\pi \,y)}}\,\mathrm {d} y}                                                |

### Wertetabelle
Als Nächstes werden die Ableitungswerte der Riemannschen und Dirichletschen Funktionen ausgedrückt über die Glaisher-Kinkelin-Konstante tabellarisch gegenübergestellt:
| Abszissenwerte x   | Riemannsche Zetaableitung                                                                        | Dirichletsche Lambdaableitung                                                                               | Dirichletsche Etaableitung                                                                      |
| ------------------ | ------------------------------------------------------------------------------------------------ | --- | ----------------------------------------------------------------------------------------------- |
| {\displaystyle +2} | {\displaystyle \zeta '(2)=-{\tfrac {1}{6}}\pi ^{2}{\bigl [}12\ln(A)-\ln(2\pi )-\gamma {\bigr ]}} | {\displaystyle \lambda '(2)=-{\tfrac {1}{24}}\pi ^{2}{\bigl [}36\ln(A)-\ln(16\pi ^{3})-3\,\gamma {\bigr ]}} | {\displaystyle \eta '(2)={\tfrac {1}{12}}\pi ^{2}{\bigl [}\ln(4\pi )-12\ln(A)+\gamma {\bigr ]}} |
| {\displaystyle -1} | {\displaystyle \zeta '(-1)={\tfrac {1}{12}}-\ln(A)}                                              | {\displaystyle \lambda '(-1)=\ln(A)-{\tfrac {1}{6}}\ln(2)-{\tfrac {1}{12}}}                                 | {\displaystyle \eta '(-1)=3\ln(A)-{\tfrac {1}{3}}\ln(2)-{\tfrac {1}{4}}}                        |

Denn es gelten folgende Umwandlungsformeln:
{\displaystyle \lambda '(x)=2^{-x}\ln(2)\,\zeta (x)+(1-2^{-x})\,\zeta '(x)}
{\displaystyle \eta '(x)=2^{1-x}\ln(2)\,\zeta (x)+(1-2^{1-x})\,\zeta '(x)}